# San Martino Sannita
San Martino Sannita är en ort och kommun i provinsen Benevento i regionen Kampanien i Italien. Kommunen hade 1 265 invånare (2017).